# Перешпа
Перешпа́ — село в Україні, у Шацькій селищній територіальній громаді Ковельського району Волинської області. Населення становить 89 осіб (2001). Площа села — 3,12 км²; щільність населення становить 28,53 осіб на км². Поштовий код — 44012.
Орган місцевого самоврядування — Шацька селищна рада.

## З історії села
12 червня 2020 року, відповідно до розпорядження Кабінету Міністрів України № 708-р «Про визначення адміністративних центрів та затвердження територій територіальних громад Волинської області», увійшло до складу Шацької селищної територіальної громади.
19 липня 2020 року, в результаті адміністративно-територіальної реформи та ліквідації Шацького району, село увійшло до новоутвореного Ковельського району.

## Культурна спадщина
У селі знаходиться Братська могила радянських воїнів та партизана 1943-1944 рр. У 1967 р. місцевими майстрами на могилі споруджено пам'ятник. Рішенням облвиконкому № 65-р від 10.02.1982 р. взятий під охорону як пам'ятка історії місцевого значення. Охоронний № 604.

## Населення
Згідно з переписом УРСР 1989 року чисельність наявного населення села становила 127 осіб, з яких 53 чоловіки та 74 жінки.
За переписом населення України 2001 року в селі мешкало 89 осіб. 100 % населення вказало своєю рідною мовою українську мову.
Станом на 2017 р. в населеному пункті проживає 49 осіб. Село Перешпа — одне з найменших у Шацькій громаді за кількістю жителів. 

## Галерея

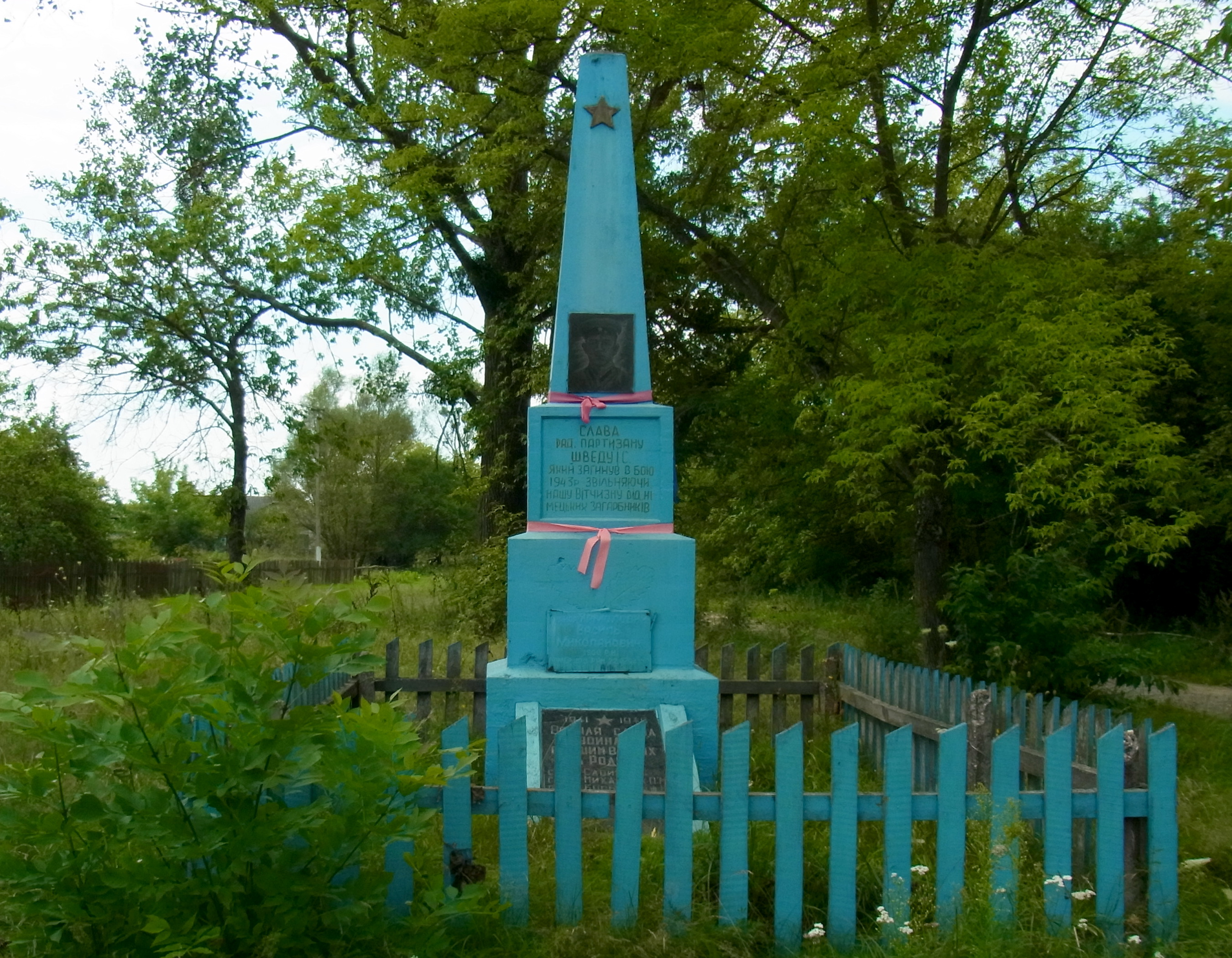
Могила братська радянських воїнів та партизан
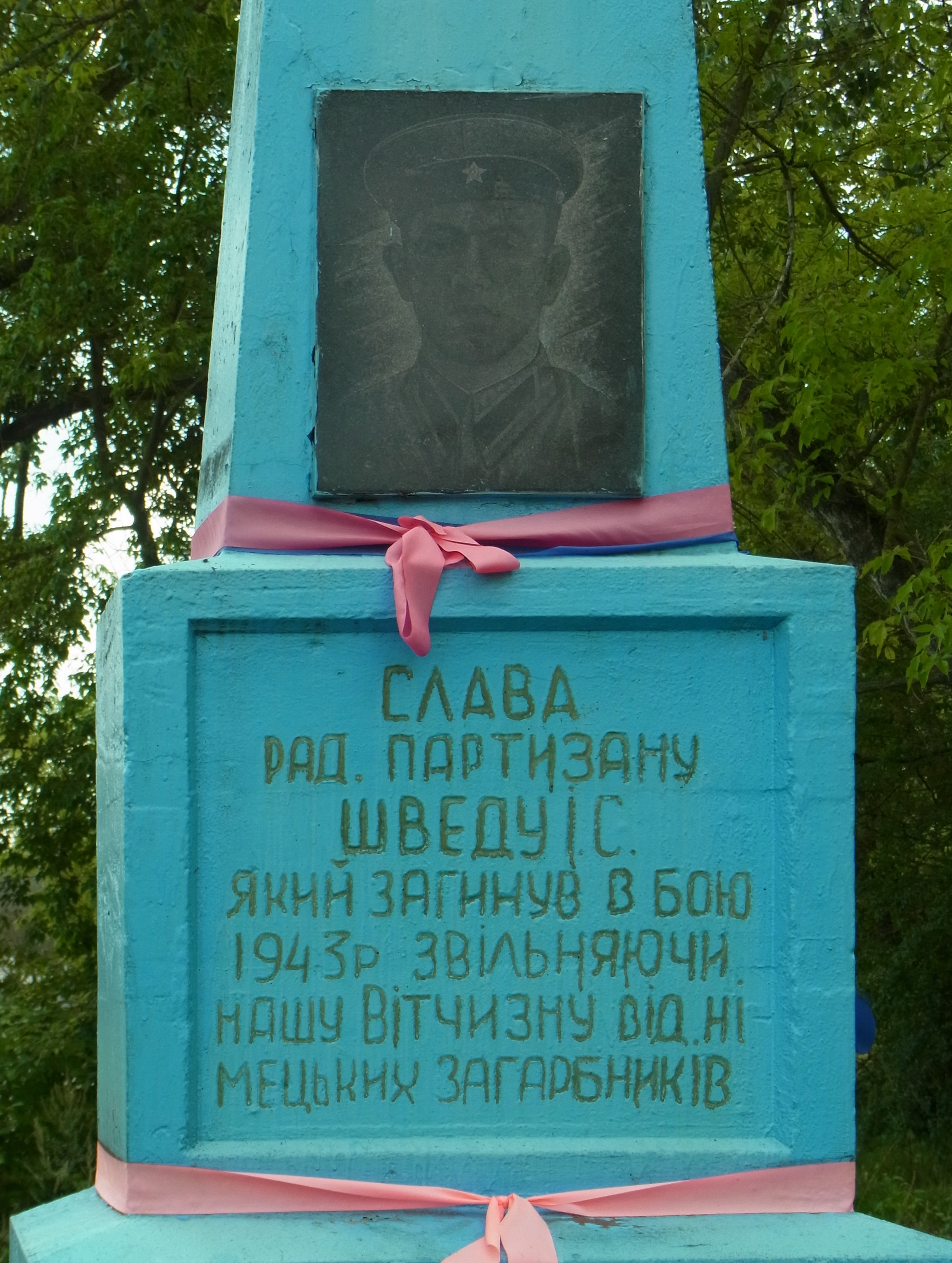
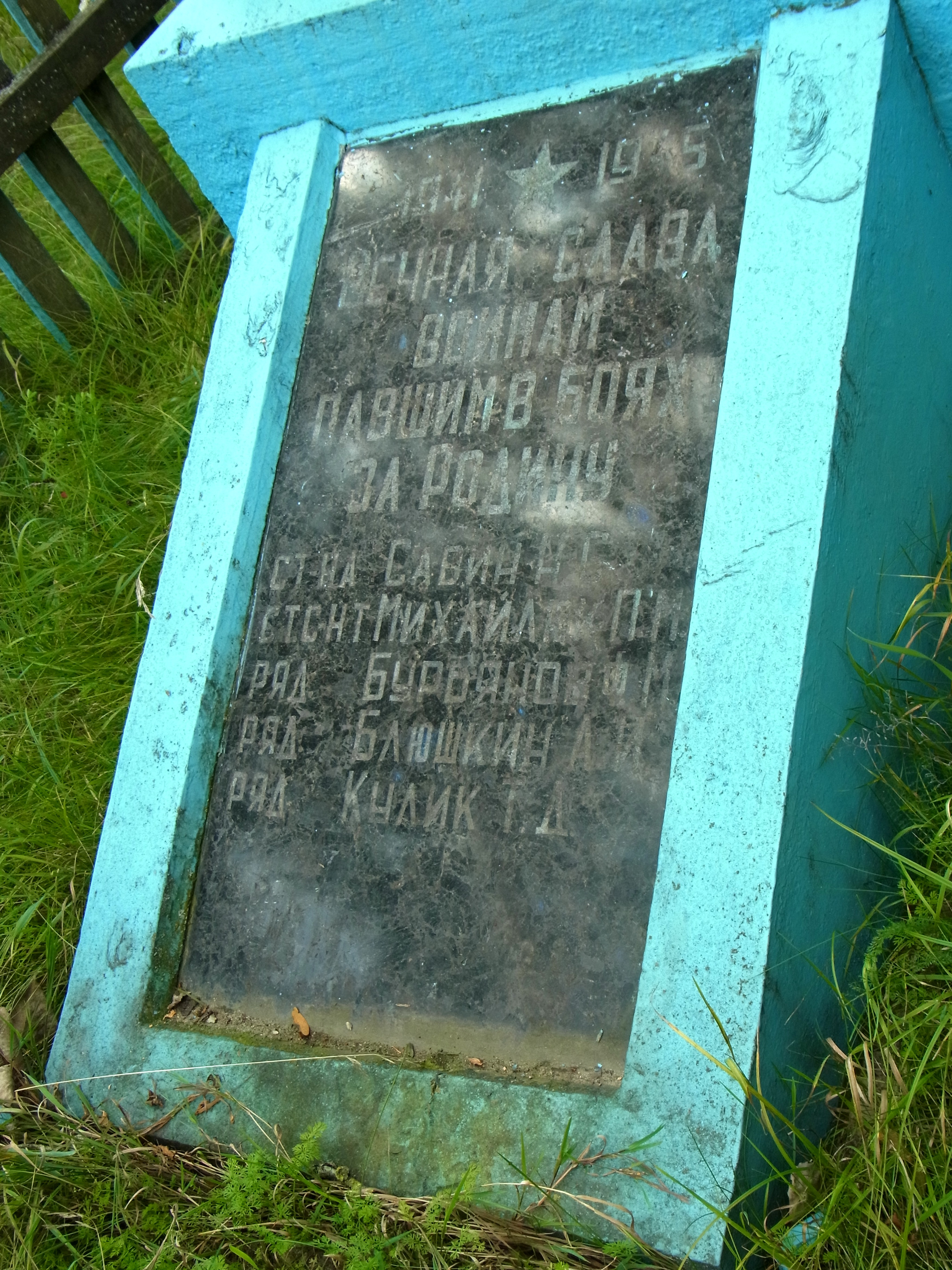
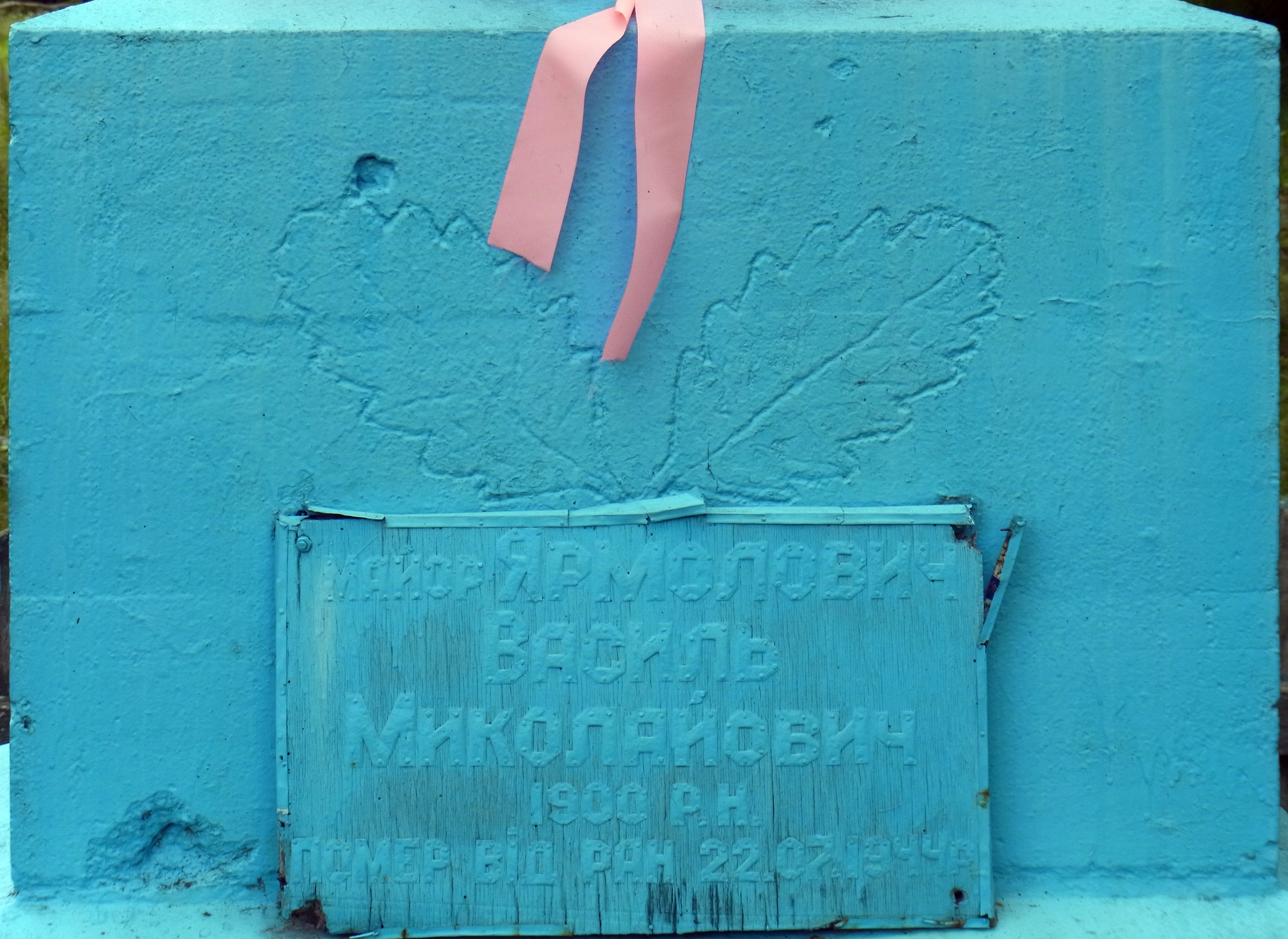